# Edoardo Guglielmino
Edoardo Guglielmino (Catania, 28 maggio 1924 – Genova, 25 agosto 2009) è stato uno scrittore e poeta, medico, partigiano, uomo politico, giornalista pubblicista e promotore culturale italiano.

## Biografia
Di professione medico ginecologo, con studio nel centro storico di Genova, Guglielmino era soprannominato il Medico della Mala, per l'aver esercitato per decenni a stretto contatto con prostitute e personaggi di malaffare.

### Attività politica
Come uomo politico ha militato dapprima nel PSDI di Giuseppe Saragat e successivamente nel PSI (corrente di Riccardo Lombardi).
Partigiano con il nome di battaglia di Benda, dirigente nazionale dell'ANPI (Associazione Nazionale Partigiani d'Italia), nativo di Catania ma genovese di adozione, Guglielmino è stato per due legislature - negli anni settanta - assessore al Comune di Genova. Come tale è stato promotore culturale istituendo per il Comune, sullo stile dell'estate romana, la manifestazione Sere di Genova, serie di spettacoli di intrattenimento musicale e teatrale al Parco dell'Acquasola. È stato poi organizzatore della rassegna teatrale intitolata all'attrice goviana Anna Caroli.

### Scrittore
Come autore ha scritto diversi romanzi e raccolte di poesia. Fra i suoi titoli figurano anche il libro La biro del dottore, che raccoglie articoli da lui pubblicati nel 1968 sul quotidiano genovese Il Lavoro, e la raccolta di poesie  Il barista non ti saluta. Di lui si ricordano anche i racconti pubblicati nella rubrica " Tutti i giorni" sulla rivista EQUILIBRIO tra gli anni '60 e '70.
Tifoso della U.C. Sampdoria, ha scritto anche il libro Storie blucerchiate, pubblicato nel 2004 da Fratelli Frilli Editori.

## Opere
Tra parentesi, casa editrice e anno di più recente pubblicazione
- Storie di mala (Tolozzi Editore 1970)
- Genova (Liguria 1991)
- Liberi tutti e altri racconti (De Ferrari 1998)
- Il medico della mala e altri racconti (De Ferrari & Devega 1998)
- Giorni di Aldo. I vantaggi dell'immobilità (De Ferrari 2001)
- Il tatuaggio sul ventre (De Ferrari 2002)
- Storie Blucerchiate (Fratelli Frilli Editori 2004)
- Il medico della mala (De Ferrari 2005)
- Racconti (De Ferrari 2005)
- Il barista non ti saluta (Liberodiscrivere 2007)
- La biro del dottore (Liberodiscrivere 2009)